# Фомбони
Фомбони (фр. Fomboni) (население около 19 000 человек) является пятым по величине городом на Коморских островах. Это также столица и крупнейший город на автономном острове Мохели, в котором проживает более трети населения. Характеризуемый как тихий, он является домом для старого рынка и пристани. 
Фомбони является тезкой Конституции Коморских островов 2001 года, так называемых «Соглашений Фомбони».

## Инфраструктура
Большинство зданий в Фомбони — это небольшие, одноэтажные здания. В двух километрах к востоку находится единственный аэропорт Мвали, аэропорт Мохели Бандар Эс-Салам, расположенный в соседней деревне Джоези. Вдоль главной дороги расположены почтовое отделение, банки, больница и рынок.

## Культура
Фомбони является домашней ареной футбольного клуба Фомбони. Alliance française имеет учреждение в Фомбони.

## Климат
Как и на остальной части острова, на Фомбони царит Тропический морской климат. Жаркий и влажный сезон длится с ноября по апрель, хотя температура в течение года мало колеблется, со среднегодовым минимумом 19 °C и максимумом 32 °C.  Как и другие прибрежные коморские поселения, Фомбони подвержен риску периодических тропических циклонов, которые движутся через Мозамбикский пролив. В Фомбони выпадает около 2000 мм осадков в год.

## Известные люди
- Салима Мачамба[англ.], Султан Мохели[англ.], Султанша Мохели с 1888 по 1909. Последний султан острова до французского владычества.
- Джумбе Фатима[англ.], Султанша Мохели
- Абдерреман[англ.], Султан Мохели
- Малага Сулаймана[англ.], Футболист
- Салимо Велонджара[англ.], Футболист
- Фауз Файдин Аттуман[англ.], Футболист.

## Транспорт
В Фомбони есть аэропорт Мохели Бандар-Эс-Эслам, расположенный примерно в 3 км от города Джоези.